# Ar-Ruwajs
Ar-Ruwajs (arab. الرويس, Ar-Ruways) – miasto w północnym Katarze, w prowincji Asz-Szamal, położone nad Zatoką Perską, ok. 100 km na północny zachód od stolicy kraju, Ad-Dauhy. W 2010 roku miasto liczyło 4250 mieszkańców.